# Реут, Наталия Сергеевна
Ната́лья Серге́евна Реут (6 ноября 1901 года, село Левая Россошь, Коротоякский уезд, Воронежская губерния — 5 августа 1988 года, Ленинград) — советская актриса, режиссёр, прозаик, драматург.
Лауреат 1-го Всесоюзного конкурса артистов эстрады (Москва, 1939), член Союза писателей СССР (1964).

## Биография
Родилась в крестьянской семье.
1918 — окончила с золотой медалью частную гимназию М. П. Кожевниковой.
1918—1919 — училась на медицинском, юридическом факультетах Воронежского государственного университета, откуда перешла в Театральную студию.
С 1923 года жила в городе Петрограде, где окончила Институт сценического искусств (1932).
1923—1938 — работала актрисой, театральным режиссером.
С началом Великой Отечественной войны была командирована на Черноморский флот, выступала от Политуправления фронтов Крыма и Кавказа. После снятия блокады вернулась в Ленинград.
Награждена медаль «За оборону Севастополя».
С 1946 — на профессиональной литературной работе.

## Творчество
В 1939 написала первую пьесу — «Юность», поставленную в различных театрах. Затем написала пьесы «Река полноводная» (Театр Черноморского флота, 1942), «Теперь война» (Краснодар, 1943), " Матрос второго класса " (в соавторстве с М. Скрябиным; Алма-Ата, ТЮЗ, 1947), " На широкую воду " (в соавторстве с М. Скрябиным; М., Центр. детский театр, 1953), «Вице-старшина» (в соавторстве с М. Скрябиным, Тбилиси, ТЮЗ, 1954) и др.

## Сочинения
- Цветной голландец: Киноповесть / В соавт. с М. Скрябиным. Л., 1959;
- Отлитые в бронзу: Повесть / В соавт. с М. Скрябиным. Симферополь, 1961;
- Цветной голландец. Отродье: Повести / В соавт. с М. Скрябиным. Л., 1962;
- Чужая стая: Повесть / В соавт. с М. Скрябиным. Л., 1962;
- Русскай заказ: Повесть / В соавт. с М. Скрябиным. М.: Сов. писатель, 1964;
- Четверо с матросской слободки: Повесть / В соавт. с М. Скрябиным. Симферополь, 1965;
- Петр и Педро / В соавт. с М. Скрябиным. Л., 1966;
- Брандвахта: Повесть / В соавт. с М. Скрябиным // Звезда. 1966. № 6. с. 3-93;
- На румбе 202: Повесть / В соавт. с М. Скрябиным. Л.: Детская лит-ра, 1967;
- Я не мог иначе: Повесть / В соавт. с М. Скрябиным. Л., 1971;
- Полноводье: Повесть / В соавт. с М. Скрябиным. М., 1971;
- Совсем не просто: Повесть / В соавт. с М. Скрябиным. Л., 1974.

## Семья
Муж — Михаил Евгеньевич (Сергеевич) Скрябин (15.8.1909, Киев —1999, Ленинград) — прозаик, драматург.